# Karl Bellmann
Karl Bellmann (* 1. Januar 1887 in Zwickau; † 31. Oktober 1976 in Dresden) war ein deutscher Architekt, sächsischer Baubeamter und Amateur-Maler.

## Leben und Werk
Der Vater Bellmanns, Hugo Willibald Bellmann, war Jurist und trug den Titel Oberjustizrat. Bellmann absolvierte 1906 in Zwickau das Gymnasium. Von 1906 bis 1910 studierte er an der Technischen Hochschule Dresden und an der Technischen Hochschule Stuttgart. Im Sommer 1909 unternahm er eine Studienreise durch Belgien, Südengland, vor allem London, und Frankreich, vor allem Paris. Anschließend nahm er an einem internationalen Wirtschaftskurs in Le Havre teil. Von 1910 bis 1915 war er in Stuttgart, Freiberg und Dresden im Vorbereitungsdienst (Referendariat) für den höheren technischen Staatsdienst tätig. Anfang 1915 wurde er für vier Monate zum Militärdienst in Dresden eingezogen. Im Dezember 1915 bestand er das zweite Staatsexamen im Hochbaufach und 1918 promovierte er an der Technischen Hochschule Dresden zum Dr.-Ing. Von 1915 bis 1919 war er als Regierungsbaumeister (Assessor in der öffentlichen Bauverwaltung) im sächsischen Staatsdienst tätig. Von 1920 bis 1954 hatte er in den sächsischen Ministerien für Inneres, für Arbeit, für Sozialfürsorge und für Wirtschaft und Arbeit verantwortliche Positionen im Bauwesen, vor allem im Wohnungsbau, im Siedlungswesen, in der Bauaufsicht und bei der Organisation des Neuaufbaus. U. a. war er 1948 maßgeblich an der Neufassung des Sächsischen Baugesetzes beteiligt.
Seit etwa 1930 betätigte Bellmann sich daneben als Maler. Im Dresdner Adressbuch für 1938 ist er mit dem Titel Oberregierungsbaurat und Wohnsitz in Dresden-Loschwitz vermerkt. Dort war Josef Hegenbarth sein Nachbar.
Ab 1951 wurden Bellmanns malerische und grafische Werke mehrfach ausgestellt. Ab 1953 arbeitete er in verschiedenen Techniken der Radierung, ab 1961 malte er unter Verwendung neuartiger Öl-Pastellfarben. Bellmann war Mitglied des Verbands Bildender Künstler der DDR. Er wurde auf dem Loschwitzer Friedhof beigesetzt.

## Darstellung Bellmanns in der bildenden Kunst
- Evelyn Richter: Dr. Karl Bellmann (Porträt-Fotografie, um 1951; im Bestand des Dresdener Kupferstichkabinetts)[1]

## Ausstellungen (Auswahl)

### Einzelausstellungen
- 1951: Freiberg, Stadt- und Bergbaumuseum (Pastelle und Zeichnungen)
- 1962: Dresden, Kunstausstellung Kühl (Pastelle, Zeichnungen und Grafik)
- postum 1992: Dresden, Kunstausstellung Kühl (Pastelle und Zeichnungen)

### Ausstellungsbeteiligungen
- 1946: Dresden, Staatliche Kunstakademie (Kunstausstellung Sächsische Künstler)[2]
- 1954: Dresden, Albertinum („Erste Bezirksausstellung des Verbandes Bildender Künstler Deutschlands“)
- 1954: Zwickau, Städtisches Museum („Künstler aus Zwickau“)[3]